# Pamandzi
Pamandzi là một xã thuộc cộng đồng hải ngoại Mayotte của Pháp, trên Ấn Độ Dương.